# 放置play
放置play，是性爱游戏的一种，在BDSM活动中将对象长时间放置。放置play是通过将对象放置且无视，从而使对象的精神痛苦而获得快感。

## 概要
用绳或拘束工具将对象拘束，让对象长时间放置在一个空间，无视对象的行为。
对象因为身体被长时间拘束而感到痛苦和寻求不了帮助从而获得快感。如果在对方的敏感部位放置振动器和服用春药也能使其获得快感。
放置play时，对象可以裸体或摆着害羞的姿势进行放置。场地也可以选择在公众场合或野外。

## 注意
放置play时需要考虑安全。长时间进行放置play时，捆绑会导致血液循环障碍而有可能导致部位坏死麻痹，使用拘留衣为比较安全的方法。
另外，在許多國家須慎勿觸法。例如在日本，裸体在野外进行放置play有可能触犯公然猥亵罪。在臺灣，則可能觸犯社維法或刑法妨害風化罪。

## 术语公众化
放置play原本为BDSM术语，但是在1990年代恋爱观和性文化的多样化，放置play的使用范围增加且意义也发生变化。如恋爱中“How to本”，联系突然中断从而异性注意等被称为“放置play”。

而衍生到現在網路上在說放置play也有單純只有無視、不理、不管他的意思。